# Grand Prix du canton d'Argovie 2014
La 51e édition du Grand Prix du canton d'Argovie a eu lieu le 12 juin 2014. La course fait partie du calendrier UCI Europe Tour 2014 en catégorie 1.HC.
Elle a été remportée par l'Allemand Simon Geschke (Giant-Shimano) qui s'impose dans une sprint d'une vingtaine de coureurs devant le Suisse Silvan Dillier (BMC Racing) et le Belge Jérôme Baugnies (Wanty-Groupe Gobert).
Au niveau des classements annexes, le Suisse Mirco Saggiorato (Équipe nationale de Suisse), termine meilleur grimpeur.

## Présentation

### Équipes
Classé en catégorie 1.HC de l'UCI Europe Tour, le Grand Prix du canton d'Argovie est par conséquent ouverte aux UCI ProTeams dans la limite de 70 % des équipes participantes, aux équipes continentales professionnelles, aux équipes continentales suisses et à une équipe nationale suisse.
Dix-sept équipes participent à ce Grand Prix du canton d'Argovie - neuf ProTeams, sept équipes continentales professionnelles et une équipe nationale :
| UCI ProTeams        | UCI ProTeams | UCI ProTeams |
| Nom de l'équipe     | Pays         | Code         |
| ------------------- | ------------ | ------------ |
| AG2R La Mondiale    | France       | ALM          |
| Astana              | Kazakhstan   | AST          |
| BMC Racing          | États-Unis   | BMC          |
| Garmin-Sharp        | États-Unis   | GRS          |
| Giant-Shimano       | Pays-Bas     | GIA          |
| Katusha             | Russie       | KAT          |
| Lampre-Merida       | Italie       | LAM          |
| Orica-GreenEDGE     | Australie    | OGE          |
| Trek Factory Racing | États-Unis   | TFR          |

| Équipes continentales professionnelles | Équipes continentales professionnelles | Équipes continentales professionnelles |
| Nom de l'équipe                        | Pays                                   | Code                                   |
| -------------------------------------- | -------------------------------------- | -------------------------------------- |
| Androni Giocattoli-Venezuela           | Italie                                 | AND                                    |
| Colombia                               | Colombie                               | COL                                    |
| IAM                                    | Suisse                                 | IAM                                    |
| MTN-Qhubeka                            | Afrique du Sud                         | MTN                                    |
| NetApp-Endura                          | Allemagne                              | TNE                                    |
| Topsport Vlaanderen-Baloise            | Belgique                               | TSV                                    |
| Wanty-Groupe Gobert                    | Belgique                               | WGG                                    |

| Équipe nationale           | Équipe nationale | Équipe nationale |
| Nom de l'équipe            | Pays             | Code             |
| -------------------------- | ---------------- | ---------------- |
| Équipe nationale de Suisse | Suisse           | SUI              |

## Classement final
|    | Coureur            | Pays      | Équipe              |    | Temps           |
| -- | ------------------ | --------- | ------------------- | -- | --------------- |
| 1  | Simon Geschke      | Allemagne | Giant-Shimano       | en | 4 h 31 min 14 s |
| 2  | Silvan Dillier     | Suisse    | BMC Racing          | +  | m.t             |
| 3  | Jérôme Baugnies    | Belgique  | Wanty-Groupe Gobert |    | m.t             |
| 4  | Danny van Poppel   | Pays-Bas  | Trek Factory Racing |    | m.t             |
| 5  | Michael Albasini   | Suisse    | Orica-GreenEDGE     |    | m.t             |
| 6  | Philippe Gilbert   | Belgique  | BMC Racing          |    | m.t             |
| 7  | Paul Voss          | Allemagne | NetApp-Endura       |    | m.t             |
| 8  | Francesco Gavazzi  | Italie    | Astana              |    | m.t             |
| 9  | Sergey Chernetskiy | Russie    | Katusha             |    | m.t             |
| 10 | Alexandr Kolobnev  | Russie    | Katusha             |    | m.t             |

## Liste des participants
- Liste de départ complète

| Légende | Légende                                                                      | Légende | Légende                                                    |
| ------- | ---------------------------------------------------------------------------- | ------- | ---------------------------------------------------------- |
| Num     | Dossard de départ porté par le coureur sur ce Grand Prix du canton d'Argovie | Pos     | Position à l'arrivée de la course                          |
|         | Indique un maillot de champion national ou mondial, suivi de sa spécialité   | NP      | Indique un coureur qui n'a pas pris le départ de la course |
| AB      | Indique un coureur qui n'a pas terminé la course                             | HD      | Indique un coureur qui a terminé la course hors des délais |

| Orica-GreenEDGE OGE | Orica-GreenEDGE OGE    | Orica-GreenEDGE OGE |
| ------------------- | ---------------------- | ------------------- |
| Num                 | Coureur                | Pos                 |
| 1                   | Michael Albasini (SUI) | 5e                  |
| 2                   | Nino Schurter (SUI)    | 35e                 |
| 3                   | Cameron Meyer (AUS)    | 60e                 |
| 4                   |                        |                     |
| 5                   | Mitchell Docker (AUS)  | 80e                 |
| 6                   | Simon Yates (GBR)      | 29e                 |
| 7                   | Esteban Chaves (COL)   | 39e                 |
| 8                   | Simon Clarke (AUS)     | 72e                 |

| Trek Factory Racing TFR | Trek Factory Racing TFR      | Trek Factory Racing TFR |
| ----------------------- | ---------------------------- | ----------------------- |
| Num                     | Coureur                      | Pos                     |
| 11                      | Fabian Cancellara (SUI)      | AB                      |
| 12                      | Andy Schleck (LUX)           | 92e                     |
| 13                      | Stijn Devolder (BEL) (Route) | AB                      |
| 14                      | Matthew Busche (USA)         | 70e                     |
| 15                      | Laurent Didier (LUX)         | AB                      |
| 16                      | Fabio Silvestre (POR)        | 104e                    |
| 17                      | Boy van Poppel (NED)         | 30e                     |
| 18                      | Danny van Poppel (NED)       | 4e                      |

| Lampre-Merida LAM | Lampre-Merida LAM         | Lampre-Merida LAM |
| ----------------- | ------------------------- | ----------------- |
| Num               | Coureur                   | Pos               |
| 21                | Rui Costa (POR) (Route)   | 27e               |
| 22                | Mattia Cattaneo (ITA)     | 51e               |
| 23                | Sacha Modolo (ITA)        | 53e               |
| 24                | Andrea Palini (ITA)       | AB                |
| 25                | Maximiliano Richeze (ARG) | 40e               |
| 26                | José Serpa (COL)          | AB                |
| 27                | Nélson Oliveira (POR)     | 71e               |
| 28                | Rafael Valls (ESP)        | 24e               |

| AG2R La Mondiale ALM | AG2R La Mondiale ALM     | AG2R La Mondiale ALM |
| -------------------- | ------------------------ | -------------------- |
| Num                  | Coureur                  | Pos                  |
| 31                   | Gediminas Bagdonas (LTU) | 109e                 |
| 32                   | Davide Appollonio (ITA)  | 64e                  |
| 33                   | Patrick Gretsch (GER)    | AB                   |
| 34                   | Julian Kern (GER)        | 88e                  |
| 35                   | Julien Bérard (FRA)      | 17e                  |
| 36                   | Lloyd Mondory (FRA)      | 90e                  |
| 37                   | Steve Chainel (FRA)      | 68e                  |
| 38                   | Axel Domont (FRA)        | 83e                  |

| Astana AST | Astana AST               | Astana AST |
| ---------- | ------------------------ | ---------- |
| Num        | Coureur                  | Pos        |
| 41         | Valerio Agnoli (ITA)     | 18e        |
| 42         | Francesco Gavazzi (ITA)  | 8e         |
| 43         |                          |            |
| 44         | Valentin Iglinskiy (KAZ) | 107e       |
| 45         | Ruslan Tleubayev (KAZ)   | AB         |
| 46         | Maxim Iglinskiy (KAZ)    | 84e        |
| 47         | Fredrik Kessiakoff (SWE) | 111e       |
| 48         | Jacopo Guarnieri (ITA)   | 105e       |

| Katusha KAT | Katusha KAT                     | Katusha KAT |
| ----------- | ------------------------------- | ----------- |
| Num         | Coureur                         | Pos         |
| 51          | Alexander Porsev (RUS)          | 69e         |
| 52          | Sergey Chernetskiy (RUS)        | 9e          |
| 53          | Vladimir Isaychev (RUS) (Route) | 101e        |
| 54          | Alexandr Kolobnev (RUS)         | 10e         |
| 55          | Alexander Kristoff (NOR)        | 50e         |
| 56          | Aliaksandr Kuschynski (BLR)     | AB          |
| 57          | Marco Haller (AUT)              | 85e         |
| 58          | Gatis Smukulis (LAT)            | AB          |

| BMC Racing BMC | BMC Racing BMC              | BMC Racing BMC |
| -------------- | --------------------------- | -------------- |
| Num            | Coureur                     | Pos            |
| 61             | Philippe Gilbert (BEL)      | 6e             |
| 62             | Cadel Evans (AUS)           | 58e            |
| 63             | Michael Schär (SUI) (Route) | 22e            |
| 64             | Martin Kohler (SUI)         | 65e            |
| 65             | Silvan Dillier (SUI)        | 2e             |
| 66             | Lawrence Warbasse (USA)     | 67e            |
| 67             | Yannick Eijssen (BEL)       | 99e            |
| 68             | Samuel Sánchez (ESP)        | 28e            |

| Garmin-Sharp GRS | Garmin-Sharp GRS        | Garmin-Sharp GRS |
| ---------------- | ----------------------- | ---------------- |
| Num              | Coureur                 | Pos              |
| 71               | Janier Acevedo (COL)    | 110e             |
| 72               | Thomas Danielson (USA)  | 93e              |
| 73               | Nathan Brown (USA)      | 44e              |
| 74               | Rohan Dennis (AUS)      | 96e              |
| 75               | André Cardoso (POR)     | 21e              |
| 76               | Tom-Jelte Slagter (NED) | 82e              |
| 77               | Johan Vansummeren (BEL) | 43e              |
| 78               | Benjamin King (USA)     | 23e              |

| Giant-Shimano GIA | Giant-Shimano GIA       | Giant-Shimano GIA |
| ----------------- | ----------------------- | ----------------- |
| Num               | Coureur                 | Pos               |
| 81                | Luka Mezgec (SLO)       | 114e              |
| 82                | Lawson Craddock (USA)   | 78e               |
| 83                | Simon Geschke (GER)     | 1er               |
| 84                |                         |                   |
| 85                | Loh Sea Keong (MAS)     | 102e              |
| 86                | Tobias Ludvigsson (SWE) | 112e              |
| 87                | Georg Preidler (AUT)    | 14e               |
| 88                | Ramon Sinkeldam (NED)   | AB                |

| IAM | IAM                     | IAM |
| --- | ----------------------- | --- |
| Num | Coureur                 | Pos |
| 91  | Marcel Aregger (SUI)    | 47e |
| 92  | Martin Elmiger (SUI)    | 13e |
| 93  | Dominic Klemme (GER)    | 97e |
| 94  | Roger Kluge (GER)       | 73e |
| 95  | Pirmin Lang (SUI)       | 91e |
| 96  | Jonathan Fumeaux (SUI)  | 12e |
| 97  | Vicente Reynés (ESP)    | AB  |
| 98  | Patrick Schelling (SUI) | 33e |

| Androni Giocattoli-Venezuela AND | Androni Giocattoli-Venezuela AND | Androni Giocattoli-Venezuela AND |
| -------------------------------- | -------------------------------- | -------------------------------- |
| Num                              | Coureur                          | Pos                              |
| 101                              | Marco Bandiera (ITA)             | 106e                             |
| 102                              | Tiziano Dall'Antonia (ITA)       | 86e                              |
| 103                              | Marco Frapporti (ITA)            | 31e                              |
| 104                              | Patrick Facchini (ITA)           | 41e                              |
| 105                              | Antonio Parrinello (ITA)         | 49e                              |
| 106                              | Alessio Taliani (ITA)            | 52e                              |
| 107                              | Emanuele Sella (ITA)             | AB                               |
| 108                              | Gianfranco Zilioli (ITA)         | 87e                              |

| NetApp-Endura TNE | NetApp-Endura TNE         | NetApp-Endura TNE |
| ----------------- | ------------------------- | ----------------- |
| Num               | Coureur                   | Pos               |
| 111               | Iker Camaño (ESP)         | 94e               |
| 112               | Sam Bennett (IRL)         | 62e               |
| 113               | Zakkari Dempster (AUS)    | 59e               |
| 114               | Michael Schwarzmann (GER) | AB                |
| 115               | Jonathan McEvoy (GBR)     | AB                |
| 116               | Andreas Schillinger (GER) | 48e               |
| 117               | Erick Rowsell (GBR)       | AB                |
| 118               | Paul Voss (GER)           | 7e                |

| Colombia COL | Colombia COL              | Colombia COL |
| ------------ | ------------------------- | ------------ |
| Num          | Coureur                   | Pos          |
| 121          | Juan Esteban Arango (COL) | 15e          |
| 122          | Edward Díaz (COL)         | 16e          |
| 123          | Fabio Duarte (COL)        | 26e          |
| 124          | Darwin Pantoja (COL)      | 81e          |
| 125          | Dúber Quintero (COL)      | AB           |
| 126          | Jeffry Romero (COL)       | 57e          |
| 127          | Jonathan Paredes (COL)    | 77e          |
| 128          | Juan Pablo Valencia (COL) | 98e          |

| MTN-Qhubeka MTN | MTN-Qhubeka MTN              | MTN-Qhubeka MTN |
| --------------- | ---------------------------- | --------------- |
| Num             | Coureur                      | Pos             |
| 131             | Jay Robert Thomson (RSA)     | 79e             |
| 132             | Gerald Ciolek (GER)          | AB              |
| 133             | Fregalsi Debesay (ERI)       | NP              |
| 134             | Louis Meintjes (RSA) (Route) | 36e             |
| 135             | Jacobus Venter (RSA)         | 103e            |
| 136             | Andreas Stauff (GER)         | AB              |
| 137             | Daniel Teklehaimanot (ERI)   | 38e             |
| 138             | Sergio Pardilla (ESP)        | 20e             |

| Topsport Vlaanderen-Baloise TSV | Topsport Vlaanderen-Baloise TSV | Topsport Vlaanderen-Baloise TSV |
| ------------------------------- | ------------------------------- | ------------------------------- |
| Num                             | Coureur                         | Pos                             |
| 141                             | Pieter Jacobs (BEL)             | 45e                             |
| 142                             | Eliot Lietaer (BEL)             | 34e                             |
| 143                             | Preben Van Hecke (BEL)          | 55e                             |
| 144                             | Zico Waeytens (BEL)             | 11e                             |
| 145                             | Thomas Sprengers (BEL)          | 32e                             |
| 146                             | Arthur Vanoverberghe (BEL)      | 46e                             |
| 147                             | Sander Helven (BEL)             | 113e                            |
| 148                             | Edward Theuns (BEL)             | 66e                             |

| Wanty-Groupe Gobert WGG | Wanty-Groupe Gobert WGG  | Wanty-Groupe Gobert WGG |
| ----------------------- | ------------------------ | ----------------------- |
| Num                     | Coureur                  | Pos                     |
| 151                     | Jérôme Baugnies (BEL)    | 3e                      |
| 152                     | Thomas Degand (BEL)      | 19e                     |
| 153                     | Francis De Greef (BEL)   | 37e                     |
| 154                     | Laurens De Vreese (BEL)  | 63e                     |
| 155                     | Michel Kreder (NED)      | 95e                     |
| 156                     | Tim De Troyer (BEL)      | 108e                    |
| 157                     | Kevin Seeldraeyers (BEL) | 25e                     |
| 158                     | Frederik Veuchelen (BEL) | 56e                     |

| Équipe nationale de Suisse SUI | Équipe nationale de Suisse SUI | Équipe nationale de Suisse SUI |
| ------------------------------ | ------------------------------ | ------------------------------ |
| Num                            | Coureur                        | Pos                            |
| 161                            | Simon Zahner (SUI)             | 89e                            |
| 162                            | Tom Bohli (SUI)                | 74e                            |
| 163                            | Théry Schir (SUI)              | 76e                            |
| 164                            | Lukas Spengler (SUI)           | 75e                            |
| 165                            | Simon Pellaud (SUI)            | 64e                            |
| 166                            | Mirco Saggiorato (SUI)         | 61e                            |
| 167                            | Fabian Lienhard (SUI)          | 42e                            |
| 168                            | Jan Keller (SUI)               | 100e                           |